# Fezi szerződés

Marokkó francia-spanyol felosztása

A fezi szerződést 1912. március 12-én kötötte meg Franciaország és Marokkó. Az államközi szerződésben Abd-al Hafid szultán lemondott országa szuverenitásáról, mely ezt követően Francia Marokkó néven francia protektorátus alá került. Hivatalosan a szultán megmaradt államfőnek.

## Következmények
A szerződés értelmében Marokkó nagy része Casablancával, Rabattal, Marrákessel és Fezzel francia uralom alá került. A főváros Rabat lett, a szultánnak ide kellett átköltöznie.
Az 1912. november 27-én megkötött francia-spanyol szerződés révén Spanyolország saját befolyási övezetet kapott (Zone d’influence espagnole): északon a földközi-tengeri partvidéket a Rif-hegységgel, valamint délen egy keskeny sávot a Tarfaya tartománnyal. Spanyolország ezen a területen rendezte be Spanyol Marokkót, melynek fővárosa Tetuán lett. A tetuáni kalifa képviselte hivatalosan a szultánt.
Tanger, a korábbi főváros egy demilitarizált nemzetközi övezet központja lett.

## Előzmények
Spanyolország és Franciaország már 1904-ben megegyezett az ország felosztásáról, melyet az 1909-es Rif háború jelentősen meggyengített. A szultán 1911-ben központosító politikával próbálta megerősíteni hatalmát a törzsekkel szemben, mire azok fellázadtak ellene és Fezig törtek előre. Franciaország – mely ügynökei révén rendszeresen felbujtója volt a hasonló lázadásoknak – a felkelést ürügyként felhasználva csapatokat küldött Marokkóba a szultán megsegítésére. Az ország francia gyarmattá tételéért és az így sérülő német érdekekért kárpótlásul Németország közép-afrikai területeket kért. Erről a két európai hatalom a Marokkó–Kongó-szerződésben egyezett meg. Németország elismerte Franciaország protektorátusát Marokkó felett, amiért cserébe Francia Kongó területéből kapott területeket (Új-Kamerunt).
Franciaország elérte célját és a fezi szerződéssel Marokkót betagolhatta gyarmatbirodalmába.

## Fordítás
- Ez a szócikk részben vagy egészben  a   Vertrag von Fès című német Wikipédia-szócikk ezen változatának fordításán alapul.  Az eredeti cikk szerkesztőit annak laptörténete sorolja fel. Ez a jelzés csupán a megfogalmazás eredetét és a szerzői jogokat jelzi, nem szolgál a cikkben szereplő információk forrásmegjelöléseként.

## Linkek
- Historische Entwicklung Marokkos, der Vertrag von Fes auf S. 48[halott link]
- Darstellung der Geschichte Marokkos